# 锆酸钠
锆酸钠（Sodium zirconate），化学式Na2ZrO3。

## 性质
纯品锆酸钠为白色粉末，不纯时常为灰绿色块状或疏松状固体。不溶于水，遇水发生水解。易溶于无机酸中，可与硫酸反应生成硫酸氧锆和硫酸锆。

## 制备
锆英石用氢氧化钠碱熔，然后再进行烧结，制得锆酸钠。
{\displaystyle {\rm {\ ZrO_{2}+2NaOH\rightarrow Na_{2}ZrO_{3}+H_{2}O}}}
实验室里可以通过二氧化锆和碳酸钠在高温下的反应制得。

## 用途
用作制取其他锆化合物的原料、白色皮革的鞣革剂、研磨材料、中级耐火材料以及高温陶瓷颜料等。